# Viquipèdia en turc
La viquipèdia en turc (turc: Türkçe Vikipedi) és l'edició de la Viquipèdia en llengua turca creada el desembre de 2002, amb el nom local de "Vikipedi". És una de les versions més importants, tot superant els 290.000 articles i amb més de 500.000 usuaris registrats als inicis de 2014.